# Monsanto (Idanha-a-Nova)
Monsanto is een plaats (freguesia) in de Portugese gemeente Idanha-a-Nova en telt 1160 inwoners (2001). Het historische dorp is gebouwd van graniet. Monsanto is gelegen op een helling van de steile berg Monsanto (Mons Sanctus). Het ligt ten noordoosten van Idanha-a-Nova en rijst plotseling op uit de vallei. De top van deze berg heeft een hoogte van 758 meter.

## Geschiedenis
De menselijke aanwezigheid op deze site dateert uit het Paleolithicum. Archeologische vondsten geven aan dat de plaats werd bewoond door de Romeinen, aan de voet van de heuvel. Er zijn ook sporen van aanwezigheid van de Visigoten en Moren. Laatstgenoemden werden verslagen door D. Afonso Henriques. In 1165 werd Monsanto aan de Tempeliers gegeven, die er het kasteel van Monsanto bouwden. In de negentiende eeuw is dit kasteel door een explosie van de daar opgeslagen munitie vernietigd. Er resteert nog een ruïne die via een wandelpad vanuit het dorp is te bereiken.